# Mouth to Mouth

## Argumento
Sherry (Elliot Page) una joven que intenta escapar de su vida anterior, conoce a un grupo radical callejero, los SPARK (Street People Armed with Radical Knowledge - Gente de la calle armada de ideología radical), cuando está viviendo en las calles de una ciudad europea. Decide montarse en la furgoneta de los SPARK y recorrer el continente, reclutando gente de los grupos callejeros.

## Reparto principal
- Elliot Page (acreditado como Ellen Page) como Sherry.
- Eric Thal como Harry.
- Natasha Wightman como Laurie (Mother).
- August Diehl como Tiger.
- Maxwell McCabe-Lokos como Mad Ax.
- Beatrice Brown como Nancy.
- Diana Greenwood como Dog.
- Jim Sturgess como Red.

## Premios

### Ganador
- 4ª Brooklyn International Film Festival
  - Mejor director - Allison Murray